# آلة حلاقة كهربائية
آلة الحلاقة الكهربائية هي آلة حلاقة تعمل بالطاقة الكهربائية، بشفرة متحركة تستخدم من أجل الحلاقة. لا تتطلب آلة الحلاقة الكهربائية عادة استخدام كريم الحلاقة أو الصابون أو الماء. قد يتم تشغيل ماكينة الحلاقة بمحرك كهربائي صغير، إما من خلال البطاريات أو بالكهرباء الرئيسية. غالبة مكائن الحلاقة الحديثة يتم تشغيلها باستخدام بطاريات قابلة للشحن. بدلاً من ذلك، يمكن استخدام مذبذب كهروميكانيكي مدفوع بملف لولبي منشط بالتيار المتردد. بعض آلات الحلاقة الميكانيكية المبكرة جدًا لم يكن بها محرك كهربائي وكان يجب تشغيلها يدويًا.
أول شخص حصل على براءة اختراع لآلة حلاقة تعمل بالكهرباء هو جون ف. أوروكي في عام 1898. تم اختراع أول ماكينة حلاقة كهربائية عام 1915 من قبل المهندس الألماني يوهان بروكير.